# Trapeziumsidderrog
De trapeziumsidderrog (Tetronarce tokionis) is een vissensoort uit de familie van de sidderroggen (Torpedinidae). De wetenschappelijke naam van de soort is voor het eerst geldig gepubliceerd in 1908 door Tanaka.